# Jambalaya
Jambalaya je rýžový pokrm typický pro kreolskou kuchyni v Louisianě na jihu USA, především pro město New Orleans. Základem je rýže, vývar, klobása nebo jiná uzenina (nejčastěji andouille), zelenina (nejčastěji tzv. svatá trojice cajunské kuchyně, tedy cibule, řapíkatý celer a zelené papričky, někdy se ale přidává i okra, mrkev, rajčata nebo česnek), maso nebo mořské plody (maso nejčastěji kuřecí, z mořských plodů obvykle raci nebo krevety) a koření. Podobným pokrmem je gumbo.

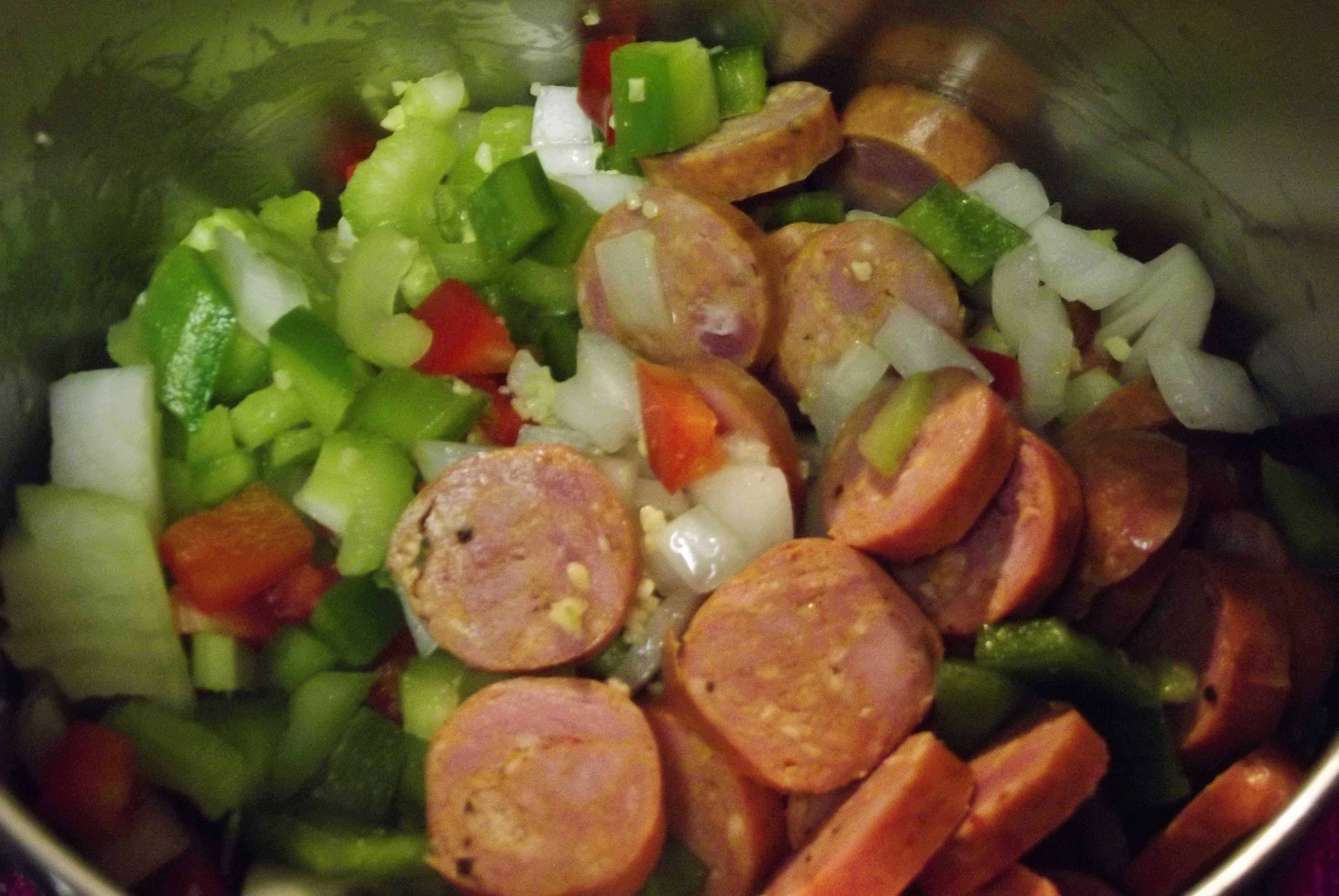
Suroviny na jambalayu

Jambalaya vznikla v oblasti New Orleans díky kontaktu africké kuchyně, protože afričtí otroci ze západní Afriky znali rýžové pokrmy jako je jollof rice, dále díky kontaktu francouzské kuchyně (především provensálské kuchyně), protože Louisiana byla francouzskou kolonií. Právě z Provensálska pocházel rýžový pokrm jambalaia, který dal jambalaye název. Vliv měla i španělská kuchyně, která je známá svou paellou.
Existují dvě verze jambalayi: kreolská jambalaya (červená jambalaya), která obsahuje rajčata. Druhou verzí je cajunská jambalaya, která neobsahuje rajčata, a kam se jako první přidává maso a tmavá jíška, která dá cajunské jambalaye typickou hnědou barvu.